# Valérie Massadian
Valérie Massadian est une réalisatrice et chef décoratrice française née en 1972.

## Biographie
Valérie Massadian naît dans une famille d'origine arménienne. Son père, Jacques Massadian, est un des fondateurs avec Jean-François Bizot d'Actuel et de Radio Nova.
Après avoir été mannequin à Tokyo ou garagiste à New York, à son retour en France, elle travaille avec le créateur Jean Colonna, puis rencontre la photographe Nan Goldin dont elle devient l’assistante éditrice pendant trois ans, de 2000 à 2003. Elle réalise la scénographie et organise la rétrospective « Devil’s Playground », ainsi que l’édition du livre aux Éditions Phaidon, ouvrage dont elle est l'un des « acteurs » avec sa famille.
Valérie Massadian a aussi assuré la direction artistique sur les tournages de François Rotger, l'auteur, notamment, de Story of Jen.
Influencée par Dans la chambre de Vanda de Pedro Costa qui, selon elle, a changé l'histoire du cinéma, elle réalise en 2011 le court métrage Ninouche puis le long métrage Nana.
En 2017, elle réalise Milla, présenté dans plusieurs festivals. Le film sort sur les écrans français en 2018.

## Filmographie

### Cinéma

#### Actrice
- 2011 : Kataï, court métrage de Claire Doyon

#### Réalisatrice
- 2011 : Nana
- 2012 : Ninouche
- 2013 : America
- 2014 : Precious
- 2016 : Little People & Other Things
- 2017 : Milla

## Photo (diaporamas)
- The Link
- Mary Go Round
- Journal de Bord

## Distinctions
- 2011 : Nana
  - Léopard du meilleur premier long métrage au festival international du film de Locarno
  - Prix du meilleur long métrage international du Festival Internacional de Ciné de Valdivia 2011
  - 2012 : Grand prix du festival du film indépendant (!f) d'Istanbul
- 2017 : Milla
  - Prix spécial du jury et prix Eurimages Audentia for Best Female Filmmaker festival international du film de Locarno
  - Prix du meilleur réalisateur festival FICUNAM